# Каденс

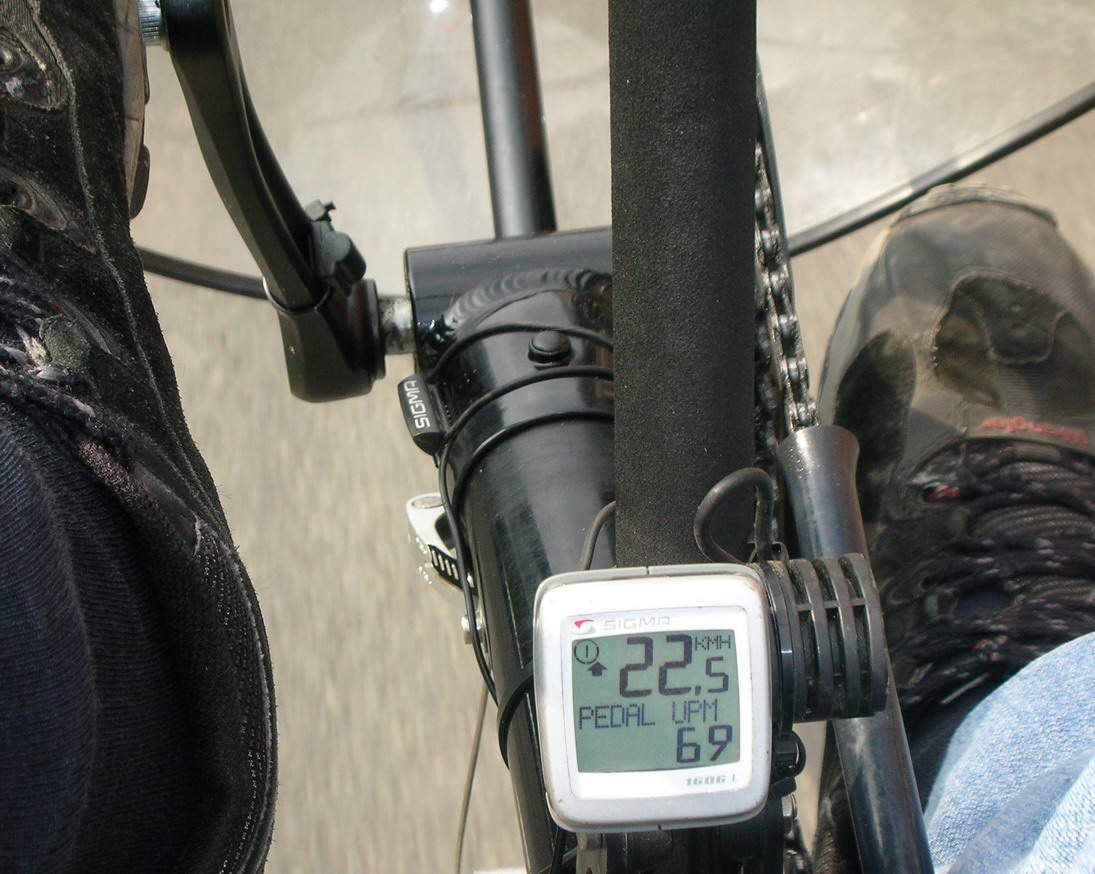
Велокомпьютер, показывающий скорость движения и каденс, на левом шатуне и раме виден датчик каденса

Каденс — частота вращения педалей велосипеда, ходьбы или бега. Для езды на велосипеде выражается в количестве оборотов в минуту, а для бега шагов или полных циклов (как правой, так и левой ноги) выполненных в течение определенного периода времени (чаще всего в одну минуту).

## Бег и спортивная ходьба
Профессионалы бегают с каденсом около 180 шагов/мин или более, в то время как у любителей он составит 150–170. «Идеальный каденс» был описан тренером Джеком Дэниелсом и, по его мнению, составляет 180 шагов в минуту. Если частота шага низкая, это может значить, что бегун делает большие шаги, приземляясь впереди себя и тормозя движение. Такой способ создает бо́льшую силу при приземлении, замедляет и увеличивает нагрузку на кости и суставы. В беге и спортивной ходьбе увеличение частоты шагов может быть полезным.

## Велосипед
Начинающим рекомендуется поддерживать каденс 80-110 оборотов в минуту. Спортсмены могут длительное время работать с каденсом 160—180 оборотов в минуту. Высокие физические нагрузки с каденсом ниже 80 оборотов в минуту могут стать причиной артрита коленного сустава.

## Другие виды спорта
В таких видах спорта, как тяжелая атлетика или бодибилдинг, каденс может относиться к скорости или времени, затраченному на выполнение одного подъема, а не к количеству повторений подъема.

## Измерение
Для измерения каденса при ходьбе и беге следует посчитать шаги в течение 30 секунд, а затем удвоить число. Рекомендуется сделать несколько измерений для лучшей точности. Также каденс могут измерять многие спортивные часы.
Для измерения каденса на велосипеде используется датчик каденса, устанавливаемый на шатуне и передающий показания на велокомпьютер или спортивные часы.